# Diane Kruger
Diane Kruger, född Heidkrüger den 15 juli 1976 i Algermissen nära Hildesheim i Niedersachsen, är en tysk-amerikansk skådespelare och före detta fotomodell.
Kruger föddes i Algermissen 12 km norr om Hildesheim. Elva år gammal bestämde hon sig för att bli ballerina och började under sommarloven praktisera på Royal Ballet i London, samtidigt som hon deltog i balettskolan i Hildesheim. Men efter två år skadade hon sig allvarligt i sitt ena knä och fick ge upp karriären. 
När Kruger var 15 år gammal skickade hennes dåvarande pojkvän in foton på henne till en modelltävling; hon vann tävlingen och flyttade till Paris året därpå. Vid 21 års ålder bestämde sig Kruger för att bli skådespelerska och började på en dramaskola. Hon har spelat mot bland andra Brad Pitt, Orlando Bloom, Nicolas Cage Eric Bana och Liam Neeson.
Diane Kruger var mellan 2006 och 2016 i en relation med skådespelaren Joshua Jackson. Sedan 2016 har hon ett förhållande med skådespelaren Norman Reedus. Paret har ett barn fött 2018.

## Filmografi (i urval)
- 2001 – Point de lendemain
- 2002 – The Piano Player

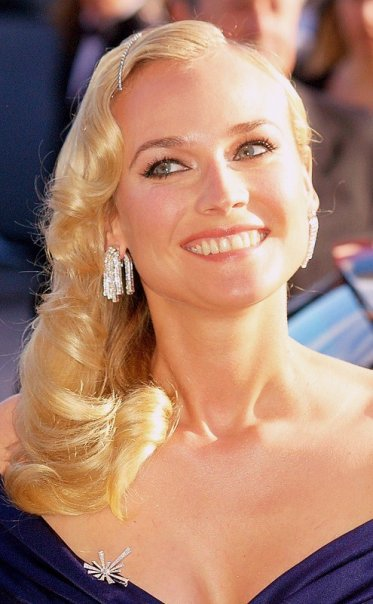
Diane Kruger, Cannes Film Festival 2009

- 2002 – Ni pour ni contre (bien au contraire)
- 2002 – Mon Idole
- 2003 – No Limit - The Story of Michel Vaillant
- 2004 – Troja
- 2004 – Wicker Park
- 2004 – Narco
- 2004 – National Treasure
- 2005 – Joyeux Noël
- 2005 – Frankie
- 2006 – Tigerstyrkorna
- 2006 – Copying Beethoven
- 2007 – Days of Darkness
- 2007 – The Hunting Party
- 2007 – National Treasure: Hemligheternas bok
- 2007 – Farväl Bafana
- 2008 – Pour elle / Anything for her
- 2009 – Inglourious Basterds
- 2010 – Mr. Nobody
- 2010 – Inhale
- 2011 – Unknown
- 2011 – Special Forces
- 2012 – Les Adieux à la reine
- 2013 – The Host
- 2013 – The Bridge (TV-serie)
- 2014 – The Better Angels
- 2015 – Fathers & Daughters
- 2017 – Utan nåd
- 2018 – JT LeRoy
- 2019 – The Operative
- 2019 – QT8: The First Eight
- 2022 – Out of the Blue
- 2022 – Marlowe
- 2023 – Visions
- 2023 – Marlene (TV-serie)